# Liste des stations de radio à Djibouti
Cet article présente la liste des radios à Djibouti.

## Radios nationales

### Publiques
- La Radiodiffusion Télévision de Djibouti - abrégé en RTD - est l'organisme public de radiodiffusion national de Djibouti :
  - Radio Nationale
  - Radio Inter
  - RTD FM
- BBC WS Africa
- Monte Carlo Doualiya
- RFI Afrique
- VOA Africa